# 洪州宗
洪州宗，又稱洪州禪，與石頭宗並列為唐代禪宗兩大派系之一，由六祖惠能門下分出。始於南嶽懷讓禪師，但它的實際建立者，為洪州道一法師。下開臨濟、溈仰二宗。

## 源流
马祖道一（公元709年-788年），又称洪州道一、江西道一。俗姓马，法号道一，12岁出家，26岁至湖南衡岳，从怀让禅师习禅。印证后先后到过福建建阳佛迹岭、江西临川西山和虔州龚公山的宝华寺弘法。唐大历4年（769年），马祖道一驻锡洪州（今江西南昌市）的开元寺（今佑民寺），弘法十五年，直至入灭。
由于马祖道一的弘法布道，使得洪州开元寺一时成为江南佛学中心。他在世时，法嗣139人，亲传弟子84人。在江西广建庙宇48座。这些弟子后都成为一方宗祖，转化无穷，遂使禅宗佛法大行天下。《宋高僧传》卷十一《太毓传》说：“于时天下佛法极盛，无过洪府；座下贤圣比肩，得道者其数颇众。”马祖道一圆寂后，其弟子百丈怀海继承并发扬了他的学说，最终使得禅宗中国化。
洪州禅后开臨濟、溈仰二宗，临济宗又衍生出杨岐、黄龙二宗。

## 特点
- 主张一切之起心动念、扬眉瞬目等日常生活皆是佛性之显现。其宗风相对于北宗所主张之日常分别动作皆虚妄，及牛头宗之一切皆如梦、本来无事之观点。
- 重視機鋒，以作風犀利聞名，常以棒喝來接引學人。

## 理论核心
- 即心即佛
- 非心非佛
- 平常心是道

## 道场
- 南昌佑民寺（开元寺）
- 靖安宝峰寺
- 奉新百丈寺
- 黄龙山崇恩寺
- 沩仰宗祖庭：栖隐寺
- 临济宗祖庭：黄檗寺

## 宗密对洪州宗的批判
|  | 洪州宗，是在江西洪州（州治在今江西省南昌市）地区流布的禅法，核心人物是道一，也是当时影响最大的一派，宗密着力辨析批评的也是这一派，对荷泽宗鄙视的也主要是这一派，此宗代表着惠能南宗在以江西为中心的中原地区的影响。 洪州宗的立宗因缘及传承，宗密这样叙述： 疏“有触类是道而任心”者，第四家也。其先从六祖下分出，谓南岳观音台让和上，是六祖弟子，本不开法，但居山修道。因有剑南沙门道一，俗姓马，是金和上弟子，高节志道，随处坐禅，久住荆南明月山，后因寻礼圣迹，至让和上处，论量宗运，徵难至理，理不及让，又知传衣付法，曹溪为嫡，便依之修行。住乾州、洪州、虎（应作“虔”）州，或山或廓，广开供养，接引道流，大弘此法。 《承袭图》中的叙述，没有大的变化，只是所住之处，言“处州”和“洪州”，处（处）州当是前述“虎州”之误，而”处州”、“虎州”，是“虔州”之误。又言其弘法场所，述洪州宗名缘由： 后于洪州开元寺弘传让之言旨，故时人号为洪州宗也。让即曹溪门傍出之派徒（曹溪此类数可千余），是荷泽同学，但自率身修行，本不开法，因马和尚大扬其教故，成一宗之源。 依宗密此处的记载，洪州宗的最初传承是：[六祖惠能]——南岳怀让——马祖道一。《承袭图》神会一表中，宗密列出的洪州宗师承正旁稍详，即：南岳让——洪州马——章敬晖。在洪州马的旁出位置，列有百丈海、西堂藏、兴善宽三人，另又标出“江陵悟兼禀径山”。这是他认为到他这个时代为止，洪州宗的重要人物谱。 洪州的资料就相当丰富了，但各种资料中述评俱杂，特别是灯录，相比较而言，宗密的叙述是高度概括的。 南岳怀让（677—744），宗密对其的评价并不很高，只是一个不开法而自己修行的禅僧，其实，怀让的地位是马祖道一等后人的禅法将其抬起来的。依《祖堂集》，记载也是比较简单，怀让，俗姓杜，金州（金州安康，今陕西安康）人，垂拱四年（688年）出家，通天元年（696年）受具，也记载有初与六祖惠能相见时所问答，言“说似一物即不中”，“修证即不无，不敢污染”等语，也有磨砖启发道一的故事。这些在丛林中都成为经典，宗密并未提及。 马祖道一，宗密记载他也是从四川出来的僧人，净众宗金和尚无相禅师的弟子，喜好坐禅，后寻访圣迹，见怀让，通过交流，自知比不上他，又知他是惠能的弟子，于是拜其为师，后在各处修行，最后到洪州弘法，丛林中称其所传为洪州禅。宗密所提道一与怀让“徵难至理”之事，也许就涉及丛林中广传的磨砖之喻。 依《祖堂集》的记载，道一（？一788），汊州十方（什邡，今属四川）人，只述其在洪州的应机对答，未言其在四川的经历。依《宋高僧传》，道一（709—788），与宗密的记载稍异的是，在四川时，道一是受业于唐和尚，即净众宗处寂禅师，而不是其弟子金和尚。 章敬晖，即怀晖，俗姓谢，泉州人，依《祖堂集》载贾岛所撰碑铭中“始丙申，终乙未”，其生卒年当为756—815，《祖堂集》自身的记录则只记卒年，为元和十三年（818年），依《宋高僧传》，则为754—815。宗密将其列为道一的嗣法弟子，而与后来的流行禅史以百丈怀海为道一正传的观点不同。宗密的这一观点恐怕正是对宗密时代怀晖在禅界的实际地位的反映，宗密的判断标准之一可能是禅师和中央政府的关系。章敬怀晖也曾被诏入宫中，“元和初，奉征诏对，位排僧录首座已下……敕奉迁为首座”。《宋僧传》则记为“元和三年，宪宗诏入，于章敬寺毗庐遮那院安置……复诏入麟德殿赐斋，推居上坐”。其在禅界的地位，贾岛称其“无官品，有佛位”。《祖堂集》也记为他“大震雷音，群英首伏”（126）。就是百丈怀海也推荐僧人去请教章敬，“教僧去章敬和尚处”。可见，怀晖于元和年左右在京师和禅界都是风云人物，而怀海等人确实只是个“山僧”，宗密的看法是有根据的。 被宗密列为洪州马祖道一旁出的有百丈海、西堂藏和兴善宽三人。 百丈怀海（720—814）在各种禅宗灯录中是道一的正传，但在宗密这里，只是旁出，虽然他制定禅门清规，影响极大，后世评价也高，但他却是个山林僧，与中央政府也没有直接的接触，没有入宫的记录，在政府中的影响自然没有怀晖大，也没有同时的智藏和惟宽大，在《道一禅师塔铭》中举出的道一的主要弟子中，没有怀海，也就是说，在当时的一般评价中，道一门下，怀海只是个一般僧人。宗密据实将其列为旁出，不是无根据的，但又列在旁出者中第一位，还是很重视他的。 西堂智藏，《祖堂集》称“不知终始”。依《宋高僧传》，其生卒年则为735一814，《西堂大觉禅师碑铭》称其“年十三，首事大寂于临川西里山，又七年，遂授之法。大寂将欲示化，自钟陵结茅龚公山，于门人中益为重。大寂没，师教聚其清信众，如寂之存”。这说明他极受道一重视，甚至似乎是道一之禅法正传，《宋高僧传》也有“得大寂付授纳袈裟”之说。在道一门下，外出与官员或国师打交道的事，多派智藏担任。 兴善惟宽（755—817）当时也是个热门人物，元和四年（809年）被宪宗诏于安国寺，次年诏入宫问道，白居易曾四次问法，后为其撰写碑文，即《传法堂碑》，现存其文集中。他与智藏的名声当时是并列的，两人南北相应，“惟宽宗于北，师（指智藏）宗于南，又若能与秀分于昔者矣”。惟宽与怀晖的名声也是并列的，“元和中，宽、晖至京师，扬其本宗，法门大启，传百千灯，京夏法宝鸿绪，于斯为盛”。也就是说，怀晖、惟宽、智藏三人，均为道一门下最出色者。 宗密又说“江陵悟，兼禀径山”。江陵悟，权德舆《唐故洪州开元寺石门道一禅师塔铭》中提到有门徒道悟，《传法正宗记》中言道一的弟子有“大会山道晤”（137）。宗密突出道一的这个门人，主要在于揭示洪州宗和牛头宗之间的密切关系。径山，指径山法钦（714—792），号国一。道悟谒见径山之事，《宋高僧传》卷10有记载。西堂智藏也曾“谒径山国一禅师，与其谈论周旋，人皆改观”。 洪州宗的禅法，宗密概括为“一切是真”，“念念全真为悟，任心为修”，“触类是道而任心”。进一步的解释是： 起心动念，弹指、謦（原作“磬”）咳、扬眉，因所作所为，皆是佛性全体之用，更无第二主宰。如面作多般饮食，一一皆面。佛性亦尔，全体贪瞋痴造善恶受苦乐，故一一皆性。意以推求，而四大骨肉，舌、齿、眼、耳、手、足，并不能自语言、见闻、动作，如一念今终，全身都未变坏，即便口不能语，眼不能见，耳不能闻，脚不能行，手不能作，故知语言作者，必是佛性。四大骨肉，一一细推，都不解贪瞋，故贪瞋烦恼并是佛性。佛性非一切差别种种，而能作一切差别种种……故云“触类是道”也。 言“任心”者，彼息业养神（或云息神养道）之行门也。谓不起心造恶修善，亦不修道。道即是心，不可将心还修于心，恶亦是心，不可以心断心。不断不造，任运自在，名为解脱人，亦名过量人，无法无拘，无佛可作。何以故？心性之外无一法可得，故云但任心即为修也。此与第三家（即保唐宗——引者）敌对相违，谓前则一切是妄，此即一切是真。 《承袭图》的概括与此同，只在“佛性非一切差别种种，而能造作一切差别种种”一语后，又稍作解释： 体非种种者，谓此佛性非圣非凡，非因非果，非善非恶，无色无相，无根无住，乃至无佛无众生也；能作种种者，谓此性即体之用，故能凡能圣，能因能根（果？），能善能恶，现色现相，能佛能众生，乃至能贪瞋等。若核其体性，则毕竟不可见，不可证，如眼不自见眼等；若就其应用，即举动运为，一切皆是，更无别法而为能证、所证。 同样用明珠和其所现之黑色为喻，宗密这样归纳洪州的观点： 即此黑暗，便是明珠，明珠之体，永不可见，欲得识者，即黑便是明珠，乃至即青黄种种皆是。 宗密又将洪州宗归入直显心性宗。 宗密也是从定慧两个方面来分析洪州宗禅法的。从禅理或慧的角度看，洪州宗讲“触类是道”，人们行住坐卧所做的一切，都是道的体现，都直接就是道，就是真性。真性作为本体，具有超越性的特征，没有任何具体的、有限性的特点，但又是一切具体事物的根源。从华严的观点来理解，真性是理，万法是事，理非事，又是事的根本。洪州在此基础上，又理解为，事都能反映理，或者说，事本身就是理。因此，要体悟真性，直接从现象入手就可以了，真性体现在禅的生活中，人们的言语动作、各种情感表现，都直接就是真性，离此别无真性，此种观点，就是“性在作用”。因为本体自身不能认识自己，必须通过其作用的显现来证明其意义，如同眼睛看不到自己，必须通过睹色视物来显示其意义。一切都是真性的体现，一切现象都直接就是真性自身，于是，一切皆真的结论就很自然了。这种理论，实际上承认了现象界或现世生活的重要性，不是像一般宗教那样否定、厌离、批判现实生活，而是为其大唱赞歌，这是禅宗受欢迎的原因之一。 从禅修（定）的角度看，洪州宗的修行方式也是惠能倡导的无修之修，但具体化为任运而修。任心运作，不加人为的限制和干预，不刻意善除恶。至于更具体的任运方式，则诸师各有特色，尽显其不同的个性，所谓宗风也常常体现在此处，这也是洪州宗最为吸引人的地方。 宗密的对洪州禅法的记录，对照后来流行的语录或灯录，是大致准确的，比如讲到“性在作用”，即“起心动念，弹指、謦咳、扬眉，因所作所为，皆是佛性全体之用。”后世禅典有同样的记载。 |